# Pullimosina bladesi
Pullimosina bladesi är en tvåvingeart som beskrevs av Marshall 1993. Pullimosina bladesi ingår i släktet Pullimosina och familjen hoppflugor.
Artens utbredningsområde är Ontario. Inga underarter finns listade i Catalogue of Life.